# Best in Show
Best in Show ist ein Mockumentary aus dem Jahr 2000, der die Besitzer von fünf Hunden auf ihrem Weg an eine prestigeträchtige Hundeausstellung begleitet. Der Film stellt die surreale Welt solcher Ausstellungen in satirischer Weise dar. Der Großteil des Dialogs wurde von den Darstellern improvisiert. Regie führte Christopher Guest, der zusammen mit Eugene Levy auch das Drehbuch verfasste. Viele der im Film zu sehenden Schauspieler hatten bereits in Guests früheren Filmen mitgespielt, wie etwa This Is Spinal Tap, Waiting for Guffman, A Mighty Wind und For Your Consideration.

## Handlung
Der Film ist als vorgeblicher Dokumentarfilm gestaltet, der fünf Hunde und ihre Besitzer auf dem Weg zur fiktiven Mayflower Kennel Club Dog Show in Philadelphia begleitet, die der Westminster Kennel Club Dog Show nachempfunden ist. Er beginnt mit der Vorstellung der einzelnen Akteure in Interviews, begleitet sie während der Anreise und am Ausstellungsort und endet nochmals mit Interviews, die vorgeblich einige Monate nach der Ausstellung entstanden sein sollen. Die einzelnen Akteure sind:
- Gerry und Cookie Fleck (Eugene Levy und Catherine O’Hara) mit ihrem Norwich Terrier Winky. Die Flecks kommen aus Florida und sind ein Ehepaar aus der unteren Mittelschicht. Sie sind während des Films immer wieder mit Geldproblemen konfrontiert, so dass sie im Hotel in Philadelphia schließlich in einer Besenkammer übernachten müssen. Während des ganzen Films treffen sie als Running Gag fortwährend auf verschiedene Liebhaber aus Cookies Jugendzeit.

- Meg und Hamilton Swan (Parker Posey und Michael Hitchcock) mit ihrem Weimaraner Beatrice. Die Swans sind ein klischeehaftes neurotisches Yuppie-Ehepaar aus Chicago, das sich im Laufe des Films häufig aus nichtigen Gründen streitet. Der Film beginnt mit einer Szene, in der die Swans Beatrice zu einem Therapeuten bringen, weil die Hündin sie beim Sex beobachtet hat und dadurch traumatisiert worden sei.

- Harlan Pepper (Christopher Guest) und sein Bloodhound Hubert. Der stereotype Redneck Pepper, dessen Familie schon seit Generationen Bloodhounds züchtet, kommt aus North Carolina, wo er ein Geschäft für Fischereizubehör betreibt. Nebenbei ist er begeisterter, aber wenig talentierter Bauchredner.

- Sherri Ann und Leslie Ward Cabot (Jennifer Coolidge und Patrick Cranshaw) mit ihrer Pudelhündin Rhapsody in White, genannt Butch. Sherri Ann ist eine junge, attraktive, aber wenig intelligente Blondine; ihr schwerreicher Mann Leslie ist wesentlich älter als sie und leidet unter fortgeschrittener Altersdemenz. Die Cabots beschäftigen die Hundetrainerin Christy Cummings (Jane Lynch), die sich im Laufe des Films als Sherri Anns Geliebte herausstellt.

- Scott Donlan und Stefan Vanderhoof (John Michael Higgins und Michael McKean), ein homosexuelles Paar aus New York City, und ihre beiden Shih Tzus Miss Agnes und Tyrone. Der stark affektiert-effeminiert auftretende Donlan übernimmt den Part des Ausstellers, der unauffällige Vanderhoof den des Organisators.

Die Protagonisten treffen sich am Ende der Ausstellung im Finale, in dem eine Richterin aus den besten Hunden jeder Rassegruppe den besten Hund der Ausstellung, den Best in Show auswählt. Das Richten wird live im Fernsehen übertragen und von den Reportern Trevor Beckwith (Jim Piddock) und Buck Laughlin (Fred Willard) präsentiert, wobei Laughlin das Geschehen laufend mit unpassenden Bemerkungen kommentiert.
Beatrice attackiert die Richterin und wird disqualifiziert, die anderen Hunde kommen alle ins Finale. Unmittelbar vorher stürzt Cookie Fleck und verstaucht sich ihr Knie, so dass Gerry in den Ausstellungsring steigen muss – dies, obwohl er aufgrund eines Geburtsfehlers zwei linke Füße hat. Winky gewinnt trotzdem die Ausstellung und erhält den Titel Best in Show.
Einige Monate nach der Ausstellung werden die Teilnehmer nochmals interviewt, um zu sehen, wie sich ihr Leben in der Folge verändert hat. Gerry und Cookie Fleck sind nach Florida zurückgekehrt, dort prominent geworden und nutzen ihren neuen Ruhm zum Aufnehmen eines Albums mit Liedern über Hunde. Sherri Ann Cabot und Christy Cummings sind Geschäftspartnerinnen geworden und publizieren ein Magazin für lesbische Hundebesitzerinnen mit dem Titel American Bitch. Harlan Pepper hat sich seinen Jugendtraum erfüllt und hat mäßig gut besuchte Auftritte als Bauchredner. Die Swans haben sich einen Mops zugelegt, der sie beim Sex beobachten kann, ohne dadurch traumatisiert zu werden. Stefan und Scott schließlich produzieren zusammen einen Kalender, der Shih Tzus in Szenen aus klassischen Hollywoodfilmen zeigt.

## Kritiken
Der Film wurde im Allgemeinen positiv aufgenommen und hat 94 % positive Bewertungen auf Rotten Tomatoes. Er wurde mit einem American Comedy Award, einem British Comedy Award und einem Canadian Comedy Award ausgezeichnet und belegt auf der Rangliste der 100 lustigsten Filme des US-Fernsehsenders Bravo-TV den 39. Platz.
Die Deutsche Film- und Medienbewertung FBW in Wiesbaden verlieh dem Film das Prädikat besonders wertvoll.